# 绍里斯
绍里斯（義大利語：Sauris），是意大利乌迪内省的一个市镇。总面积41.52平方公里，人口423人，人口密度10.2人/平方公里（2009年）。ISTAT代码为030107。